# Copa de Honor MCBA 1915
La Copa de Honor MCBA 1915 fue la décima edición de este torneo oficial que se disputó en el fútbol argentino. Participaron en ella todos los clubes pertenecientes a la Primera División y equipos invitados provenientes de Rosario.
El Racing Club se consagró campeón por tercera vez del certamen al vencer a Tiro Federal 2 a 1.

## Sistema de disputa
Se jugó por eliminación directa a un solo partido. En caso de empate se disputaba una prórroga de 30 minutos, o en su defecto, un segundo encuentro tres días más tarde.
Todos los partidos eran disputados en sede neutral.

## Equipos
| Equipo                                | Ciudad       |
| ------------------------------------- | ------------ |
| Club Atlético Argentino de Quilmes    | Quilmes      |
| Club Atlético Banfield                | Banfield     |
| Club Atlético Boca Juniors            | Buenos Aires |
| Club Atlético Comercio                | Buenos Aires |
| Club Atlético San Isidro              | San Isidro   |
| Club Atlético Defensores de Belgrano  | Buenos Aires |
| Club Atlético Estudiantes             | Buenos Aires |
| Club Atlético Estudiantes de La Plata | La Plata     |
| Club Atlético Estudiantil Porteño     | Ituzaingó    |
| Club Atlético Ferro Carril Oeste      | Buenos Aires |
| Club Atlético Huracán                 | Buenos Aires |
| Club Atlético Independiente           | Avellaneda   |
| Club Atlético Platense                | Buenos Aires |
| Club Atlético Porteño                 | Buenos Aires |
| Club Atlético River Plate             | Buenos Aires |
| Racing Club                           | Avellaneda   |
| Club Atlético San Lorenzo de Almagro  | Buenos Aires |
| Club Atlético Tigre                   | Tigre        |
| Club de Gimnasia y Esgrima            | Buenos Aires |
| Club Hispano Argentino                | Buenos Aires |
| Kimberley Athletic Club               | Buenos Aires |
| Quilmes Athletic Club                 | Quilmes      |
| Club Atlético Belgrano                | Rosario      |
| Club Atlético Central Córdoba         | Rosario      |
| Club Atlético Sparta                  | Rosario      |
| Club Atlético Newell's Old Boys       | Rosario      |
| Club Atlético Rosario Central         | Rosario      |
| Club Atlético Tiro Federal Argentino  | Rosario      |
| Club Gimnasia y Esgrima de Rosario    | Rosario      |
| Rosario Athletic Club                 | Rosario      |

## Desarrollo
La edición de 1915 fue disputada por 30 clubes, 22 de la Provincia de Buenos Aires y 8 de la Liga Rosarina de Fútbol. Jugando en un torneo de eliminación directa, Racing venció a Estudiantes de La Plata (5-0 en Avellaneda), Hispano Argentino (3-0 también en Avellaneda), Quilmes (1-0 en la prórroga). En la semifinal de Buenos Aires, Racing venció a San Isidro 1-0 en el Estadio GEBA, clasificándose para jugar la semifinal contra los representantes de Rosario que habían jugado otra etapa eliminatoria. En la semifinal nacional, Racing derrotó a Central Córdoba (2-0 en GER).
Por su parte, Tiro Federal venció a Newell's Old Boys (3-1 en Parque Independencia), Club Gimnasia y Esgrima (R) (3-3 y 3-2, ambos como visitante) clasificándose a la semifinal frente al ganador de la zona de Buenos Aires. En la semifinal nacional, Tiro Federal venció a Boca Juniors (4-0, en GER).
La final se llevó a cabo en el Estadio Racing, el 10 de octubre de 1915. Racing venció a Tiro Federal 2-1, con goles de Alberto Ohaco y Alberto Marcovecchio, ganando su tercera Copa de Honor consecutiva.

## Final
| 10 de octubre de 1915 | Racing Club          | 2 - 1 | Tiro Federal | Estadio Racing Club, Avellaneda |  |
|                       | Marcovecchio · Ohaco |       | Guidi        |                                 |  |

|  |  |

| ARQ |  | Syla Arduino         |
| DF  |  | Salvador Presta      |
| DF  |  | Armando Reyes        |
| MD  |  | Ángel Betular        |
| MD  |  | Francisco Olazar     |
| MD  |  | Armando Pepe         |
| EXT |  | Zoilo Canavery       |
| EXT |  | Alberto Ohaco        |
| DEL |  | Alberto Marcovecchio |
| DEL |  | Juan Hospital        |
| DEL |  | Juan Perinetti       |

| ARQ |  | Lorenzo C. Colombo  |
| DF  |  | Florencio Sarasíbar |
| DF  |  | Oreste Scarponi     |
| MD  |  | Silvio Barbieri     |
| MD  |  | Manuel Argüelles    |
| MD  |  | Ernesto Faggiani    |
| EXT |  | Conrado Grieshaver  |
| EXT |  | Ernesto W. Simpson  |
| DEL |  | Juan Vergara        |
| DEL |  | Carlos Guidi        |
| DEL |  | Antonio Pimentel    |

|                                 |
|                                 |
| Campeón Racing Club 3.er título |